# نفوت
نفوت یکی از روستاهای صومعه سرا است که در دهستان کسما قرار دارد

## جمعیت
شهردر صومعه سرا قرار دارد و براساس سرشماری مرکز آمار ایران در سال ۱۳۸۵، جمعیت آن ۳۹۷۰۰۰ نفر (۲۳۴۸خانوار) بوده‌است